# 鲁斯兰·努鲁丁诺夫
鲁斯兰·努鲁丁诺夫（1991年11月24日—）是一名乌兹别克斯坦举重运动员，身高1.72米。2010年参加广州亚运会，以379千克的成绩获94公斤级比赛第五名。他也参加了2016年夏季奥运会，结果获得男子105公斤级金牌。